# Comuna Comănești, Suceava
Comănești (în germană Komanestie) este o comună în județul Suceava, Bucovina, România, formată din satele Comănești (reședința) și Humoreni. Localitatea Comănești este atestată documentar la data de 3 iulie 1601.

## Demografie
Componența etnică a comunei Comănești
     Români (92,33%)
     Alte etnii (0,27%)
     Necunoscută (7,4%)
Componența confesională a comunei Comănești
     Ortodocși (87,47%)
     Penticostali (3,68%)
     Alte religii (0,68%)
     Necunoscută (8,17%)
Conform recensământului efectuat în 2021, populația comunei Comănești se ridică la 2.202 locuitori, în creștere față de recensământul anterior din 2011, când fuseseră înregistrați 2.094 de locuitori. Majoritatea locuitorilor sunt români (92,33%), iar pentru 7,4% nu se cunoaște apartenența etnică. Din punct de vedere confesional, majoritatea locuitorilor sunt ortodocși (87,47%), cu o minoritate de penticostali (3,68%), iar pentru 8,17% nu se cunoaște apartenența confesională.

## Politică și administrație
Comuna Comănești este administrată de un primar și un consiliu local compus din 11 consilieri. Primarul, Grigoraș Păstrăv[*], de la Partidul Național Liberal, este în funcție din 2008. Începând cu alegerile locale din 2024, consiliul local are următoarea componență pe partide politice:
|  | Partid                          | Consilieri | Componența Consiliului | Componența Consiliului | Componența Consiliului | Componența Consiliului | Componența Consiliului | Componența Consiliului | Componența Consiliului | Componența Consiliului | Componența Consiliului |
|  | ------------------------------- | ---------- | ---------------------- | ---------------------- | ---------------------- | ---------------------- | ---------------------- | ---------------------- | ---------------------- | ---------------------- | ---------------------- |
|  | Partidul Național Liberal       | 9          |                        |                        |                        |                        |                        |                        |                        |                        |                        |
|  | Partidul Social Democrat        | 1          |                        |                        |                        |                        |                        |                        |                        |                        |                        |
|  | Alianța pentru Unirea Românilor | 1          |                        |                        |                        |                        |                        |                        |                        |                        |                        |

## Recensământul din 1930
Componența etnică a comunei Comănești
     Români (90,5%)
     Germani (0,5%)
     Polonezi (0,5%)
     Evrei (8,1%)
     Altă etnie (1,4%)
Componența confesională a comunei Comănești
     Ortodocși (91,15%)
     Romano-catolici (0,75%)
     Mozaici (8,1%)
Conform recensământului efectuat în 1930, populația comunei Comănești se ridica la 1499 locuitori. Majoritatea locuitorilor erau români (90,5%), cu o minoritate de germani (0,5%), una de polonezi (0,5%) și una de evrei (8,1%). Restul locuitorilor s-au declarat: ruteni (3 persoane), cehi\slovaci (1 persoană). Din punct de vedere confesional, majoritatea locuitorilor erau ortodocși (91,15%), dar existau și minorități de romano-catolici (0,75%) și mozaici (8,1%).